# Opéra de Leipzig

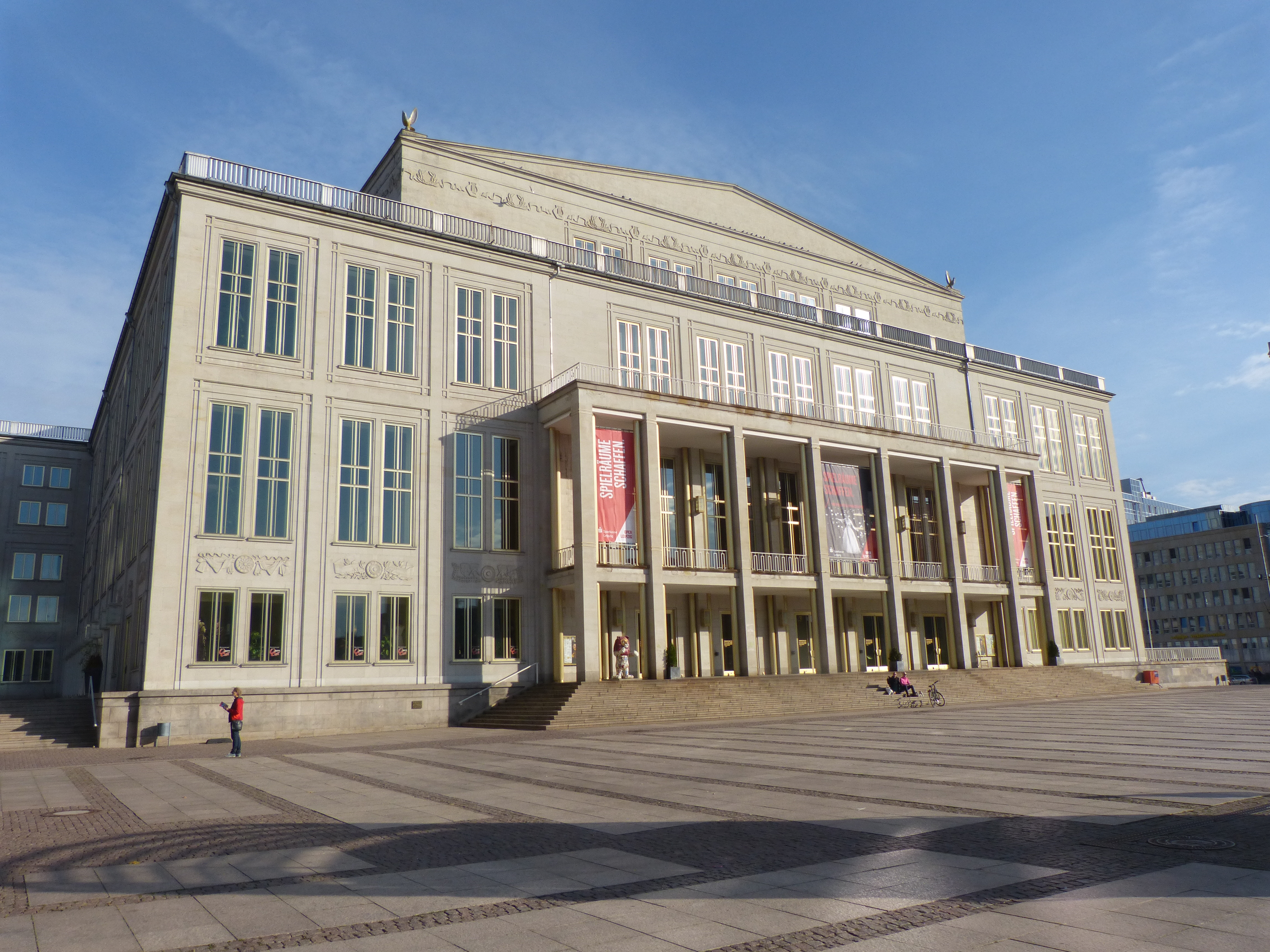
Façade de l'opéra de Leipzig.

L'opéra de Leipzig (Oper Leipzig) est une salle d'opéra et de ballet située sur l'Augustusplatz à Leipzig en Allemagne.

## Histoire

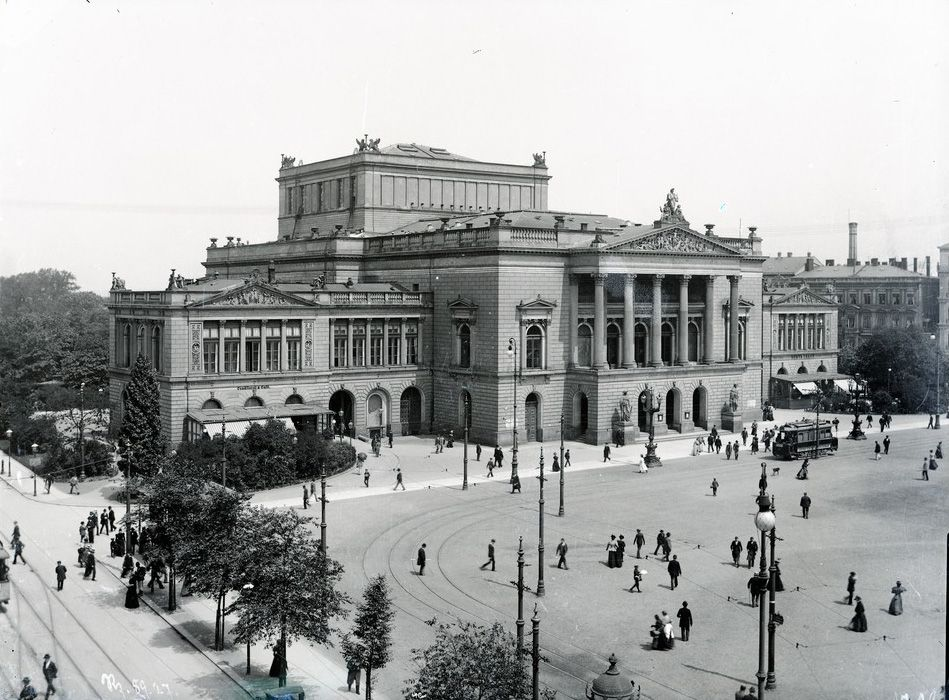
Le prédécesseur de l'opéra de Leipzig, le Neues Theater (Nouveau Théâtre), détruit lors des raids aériens de la Seconde Guerre mondiale.

La troupe d'opéra de Leipzig a été fondée en 1693, ce qui en fait la troisième troupe par ancienneté en Europe, après la Fenice de Venise et l'opéra de Hambourg. Il est dirigé par Mme Franziska Severin. Son directeur artistique est M. Ulf Schirmer, également chef d'orchestre de l'opéra. Le directeur du ballet est M. Mario Schröder. 
Le bâtiment actuel, sur l'Augustusplatz (anciennement Karl-Marx-Platz), a été inauguré le 8 octobre 1960, après que l'ancien eut été détruit par un bombardement le 3 décembre 1943. Il a une capacité d'accueillir 1 423 spectateurs.